# Maximilian von Höhn
Maximilian von Höhn (Kitzingen, 16 agosto 1859 – Starnberg, 26 aprile 1939) è stato un generale tedesco, che proveniente dall'esercito bavarese si distinse particolarmente durante la prima guerra mondiale, partecipando alle battaglie delle Frontiere, di Lorena, prima e seconda della Champagne, terza dell'Artois, della Somme, e alla seconda dell'Aisne. Durante il corso della Grande Guerra fu comandante della 6ª Divisione, della 2. Garde-Division e del XV. Reserve-Korps, mentre dopo la fine delle ostilità del I Armee-Korps. Insignito del titolo di Commendatore dell'Ordine militare di Massimiliano Giuseppe, massima onorificenza militare del Regno di Baviera.

## Biografia
Nacque a Kitzingen il 16 agosto 1859, figlio di Sebastian, di professione magistrato, e di sua moglie Mathilde Henke. Dopo aver completato il ginnasio a indirizzo umanistico, il 3 agosto 1878 entrò nell'esercito bavarese assegnato in forza al 2. Feldartillerie-Regiment "vacant Brodeßer" di stanza a Würzburg.  Nominato Portepeefähnrich in quello stesso mese, fu promosso sottotenente il 30 novembre 1879. Tra il 1886 e il 1889 frequentò la Bayerische Kriegsakademie di Berlino (19º Corso) ottenendo il brevetto di ufficiale di Stato maggiore e di aiutante maggiore. Nel 1887 sposò la signorina Ellen Köster. Rientrato in servizio nel suo reggimento con la promozione a tenente, a partire dal 1891 prestò servizio per un anno presso lo stato maggiore dell'esercito bavarese a Monaco di Baviera. Il 22 settembre 1893 fu promosso capitano, e a metà del mese di gennaio 1894 fu trasferito all'Ufficio Centrale dello Stato Maggiore Generale (Generalstabs) e il 1º ottobre fu assegnato per un anno al dipartimento ferroviario del Großen Generalstabs a Berlino. Il 17 settembre 1896 fu trasferito di nuovo nello Stato maggiore del I Armee-Korps di Monaco di Baviera. Nel marzo 1897 divenne comandante di batteria nel 3. Feldartillerie-Regiment "Prinz Leopold", e promosso maggiore il 19 settembre 1900 fu poi assegnato allo Stato maggiore della 3ª Divisione. Il 30 settembre 1902 divenne comandante di dipartimento nel 9. Feldartillerie-Regiment di stanza Landsberg am Lech e in questa posizione venne promosso tenente colonnello il 22 aprile 1904. Il 9 aprile 1905 rientrò a Monaco come capo dipartimento dello Stato maggiore, e due giorni dopo la sua promozione a colonnello, avvenuta il 12 dicembre 1906, fu nominato comandante del 3. Feldartillerie-Regiments "Prinz Leopold". Il 28 aprile 1908 assunse il comando della 1. Feldartillerie-Brigade a Monaco. Il 26 marzo 1909 fu promosso a generalmajor e l'11 marzo 1910 fu nominato comandante della Fußartillerie-Brigade. Insignito dell'Ordine al merito della corona bavarese per gli eccellenti servizi prestati fino ad allora, con esso ottenne il titolo nobiliare di Ritter a partire dal 27 aprile 1911. Promosso generalleutnant il 23 marzo 1912, fu nominato quartiermastro presso il Großen Generalstabs a Berlino. Il 27 marzo 1913 successe al generale Oskar von Xylander alla testa della 6ª Divisione a Ratisbona.
All'inizio della prima guerra mondiale la sua unità era inquadrata nel III Armee-Korps, in forza alla 6. Armee del Kronprinz Rupprecht, partecipando alla battaglia delle Frontiere nell'area di Metz. Dal 20 al 22 agosto 1914 la sua divisione partecipò alla battaglia di Lorena scontrandosi con la IIe Armée francese nella battaglia di Nancy-Épinal fino al 14 settembre. A partire dalla metà del mese di settembre la Grande Unità fu schierata tra Mosa e la Mosella impegnata nella guerra di trincea. Per la sua prestazione di comando durante l'attacco e nel successivo assalto della Côtes Lorraines e nell'occupazione della testa di ponte di Chauvoncourt, fu decorato con la Croce di Cavaliere dell'Ordine militare di Massimiliano Giuseppe il 20 settembre 1914. 
Il 14 febbraio 1915, durante la prima battaglia della Champagne,  divenne Capo di stato maggiore della 3. Armee  allora al comando del generaloberst Karl von Einem. Il 25 settembre nel corso della seconda battaglia della Champagne perse letteralmente la testa riferendo all'OHL che i francesi avevano sfondato il fronte con enormi guadagni territoriali e richiese il permesso di effettuare un ripiegamento generale in quel settore per la profondità di due chilometri.  Venne subito sostituito per decisione del generale Erich von Falkenhayn con il colonnello Fritz von Loßberg, dotato di un Vollnacht che gli conferiva amplissimi poteri. Con l'inizio della terza battaglia dell'Artois, il 25 settembre, divenne comandante della 2. Garde-Division, mantenendo questo incarico sino all'11 maggio 1916. Queste battaglie difensive si svolsero nell'Artois fino a metà del mese di ottobre, seguite dalle battaglie di posizione tra Roye e Noyon sul fronte tenuto dalla 2. Armee nella prima metà del 1916. Per i successi ottenuti nell'Artois il 15 novembre 1915 fu insignito del titolo di Commendatore dell'Ordine militare di Massimiliano Giuseppe.  Tra il 10 luglio e il 15 ottobre 1916 fu per un breve periodo vicecomandante della 6ª Divisione partecipando alla battaglia della Somme. Il 16 ottobre venne promosso General der Artillerie, e in quello stesso giorno sostituì il generale Magnus von Eberhardt come nuovo comandante generale del XV. Reserve-Korps. Nell'aprile 1917, durante il corso della seconda battaglia dell'Aisne, il suo corpo d'armata formò la Riserva dell'Esercito a Sissonne e fu sostituito dal Generalkommando Nr. 65. Dopo di che il XV Reserve-Korps si acquartierò nella regione della Lorena e nel 1918 divenne dapprima Gruppe Mörchingen, e in seguito come Gruppe Weiler, ed entrò a far parte dello Heeresgruppe Herzog Albrecht, allora al comando del generale Alberto del Württemberg, destinato alla difesa del territorio metropolitano.
L'8 agosto 1918, sostituito dal generale Paul von Kneußl, fu messo a disposizione, dove si trovava alla fine del conflitto Lo scoppio della rivoluzione in Baviera portò alla caduta della monarchia, seguita dall'abdicazione del re Ludovico III, e dal 25 aprile al 30 settembre 1919 fu comandante generale del I Armee-Korps e quindi venne posto definitivamente in posizione di riserva. Rimasto vedovo si risposò il 1 ottobre 1925 con la signora Margarethe Geis. Si spense a Starnberg il 26 aprile 1936.

### Fonti
1. 1 2  Hackl 1989, p. 474.
2. 1 2 3 4 5 6 7 8 9 10  Prussianmachine.
3. 1 2 3 4 5 6 7 8 9 10 11 12 13 14 15  Bayerische Landesbibliothek.
4. ↑  von Kramer, von Waldenfelds 1966, pp. 323-324.
5. 1 2  Seccia 2011, p. 6.